# Annie W. Koch
Annie W. Koch, geborene Annie W. Ernst (* um 1915, † nach 1958) war eine niederländische Badmintonspielerin.

## Karriere
Annie W. Ernst siegte 1936 erstmals bei den nationalen Titelkämpfen in den Niederlanden, wobei sie die Damendoppelkonkurrenz für sich entscheiden konnte. Weitere Titelgewinne vor dem Zweiten Weltkrieg folgten 1938. Auch nach dem Krieg war sie erfolgreich und gewann acht weitere Titel.

## Sportliche Erfolge
| Saison | Veranstaltung                      | Disziplin   | Platz | Name                           |
| ------ | ---------------------------------- | ----------- | ----- | ------------------------------ |
| 1936   | Niederlande: Einzelmeisterschaften | Damendoppel | 1     | A. W. Ernst / C. Jansen        |
| 1938   | Niederlande: Einzelmeisterschaften | Dameneinzel | 1     | A. W. Ernst                    |
| 1938   | Niederlande: Einzelmeisterschaften | Damendoppel | 1     | A. W. Ernst / H. Dresselhuys   |
| 1939   | Niederlande: Einzelmeisterschaften | Dameneinzel | 1     | A. W. Ernst                    |
| 1939   | Niederlande: Einzelmeisterschaften | Damendoppel | 1     | A. W. Ernst / Robbers          |
| 1939   | Niederlande: Einzelmeisterschaften | Mixed       | 1     | A. W. Ernst / J. P. H. Woltman |
| 1953   | Niederlande: Einzelmeisterschaften | Dameneinzel | 1     | A. W. Koch                     |
| 1954   | Niederlande: Einzelmeisterschaften | Dameneinzel | 1     | A. W. Koch                     |
| 1954   | Niederlande: Einzelmeisterschaften | Damendoppel | 1     | A. W. Koch / P. van Aken       |
| 1956   | Niederlande: Einzelmeisterschaften | Mixed       | 1     | P. Bosman / A. W. Koch         |
| 1956   | Niederlande: Einzelmeisterschaften | Dameneinzel | 1     | A. W. Koch                     |
| 1956   | Niederlande: Einzelmeisterschaften | Damendoppel | 1     | A. W. Koch / Agnes van Leeuwen |
| 1957   | Niederlande: Einzelmeisterschaften | Damendoppel | 1     | A. W. Koch / F. Quist          |
| 1958   | Niederlande: Einzelmeisterschaften | Damendoppel | 1     | A. W. Koch / F. Quist          |